# Алкатой
Алкато́й (грец. Ἀλκάθοος; також Алкафой) — персонажі давньогрецької міфології:
1. Алкатой — син царя Еліди Пелопса та Гіпподамії. Коли мегарського царя Евіпа роздер кітеронський лев, цар Мегарей пообіцяв віддати свою дочку Евехму за дружину тому, хто помститься за смерть сина. Алкатой убив лева й одружився з Евехмою, по смерті тестя успадкував царську владу. За однією з версій, деякі герої намагалися приписати собі вбивство лева, однак Алкатой швидко це спростовував, показуючи язика вбитого звіра. На честь Алкатоя в Мегарах був споруджений храм і відбувались Ігри — алкатої. Мав сина Ісхепола, який загинув під час Калідонського полювання.
2. Алкатой — син Портаона і брат Ойнея, сином якого був Мелеагр. За однією з версій, Алкатой загинув від руки свого племінника Тідея, сина Ойнея.